# ژرف‌دره آیرون‌بریج
ژرف‌دره آیرون‌بریج (انگلیسی: Ironbridge Gorge) یا ژرف‌دره پل‌آهنی یک ژرف‌دره در شروپ‌شر، انگلستان است که رود سورون از آن عبور می‌کند.
این دره در ابتدا با نام ژرف‌دره سورون اما با ساخت اولین پل چدنی جهان در سال ۱۷۷۹ میلادی بر روی رود سورون تغییر نام یافت، این پل شهرک‌های مادلی و بروزلی را به یکدیگر متصل می‌کند.
این منطقه به دلیل وجود معادن زغال سنگ، سنگ آهن و سنگ آهک و خاک نسوز که برای تولید آهن، پرسلان و کاشی مورد استفاده می‌باشد نقش مهم در انقلاب صنعتی در انگلستان داشته است. مجموعه ژرف‌دره آیرون‌بریج در سال ۱۹۸۶ در فهرست میراث جهانی یونسکو به ثبت رسیده است.

## نگارخانه
|                                |                       |             |
| Downstream from the ironbridge | Redressing the bridge | Aerial view |